# Jagdmuseum Schalksmühle
Das Jagdmuseum Schalksmühle (Jagdmuseum des Hegerings Schalksmühle-Hülscheid e. V.) ist ein Jagdmuseum in der nordrhein-westfälischen Gemeinde Schalksmühle, Ortsteil Asenbach, im Märkischen Kreis. Es wird von dem Hegering Schalksmühle-Hülscheid betrieben und ist in den Räumlichkeiten der ehemaligen Schalterfabrik Vedder mit der Straßenbezeichnung Asenbach 9, einem heutigen Gewerbepark, untergebracht.

## Geschichte
Das Jagdmuseum wurde am 21. Oktober 2004 in Schalksmühle eröffnet. Die vorbereitenden Arbeiten begannen im Jahr 2002: In den Räumen, in denen das Museum 350 m² Ausstellungsfläche nutzt, standen zuvor ca. 25 Kunststoffpressen der Firma Gebr. Vedder GmbH. Die Etage der Museumsräume wurde komplett saniert, indem eine neue Fensterfassade, ein neuer Boden und in Teilen auch neue Wände installiert wurden. Nach diesen Anfängen entwickelte sich das Nutzungs- und Museumskonzept bis in die Gegenwart weiter: Weitere Ausstellungsstücke kamen hinzu, so dass sich gegenwärtig über 1200 Exponate zum Thema Jagd im Museum befinden. Sie stammen hauptsächlich aus dem Nachlass verstorbener Jäger aus der Region Schalksmühle.

## Sammlung
Zu sehen ist die größte Sammlung an Gehörnen heimischer Wild- und Vogelarten im Sauerland, darunter allein über 600 Gehörne von Rehen sowie etliche Präparate heimischer Vogelarten. Unter den Ausstellungsstücken befinden sich auch Tierarten wie Hasel- und Rebhuhn, die aufgrund der Lebensraumveränderungen heute nicht mehr heimisch sind. Auch einige Jagdtrophäen aus Afrika und Nordamerika befinden sich in der Sammlung. Darüber hinaus werden Gegenstände mit Jagdbezug ausgestellt, darunter auch komplette Jagdzimmereinrichtungen, Jagdfallen oder Landschaftsmalereien. Auch der Darstellung der Geschichte des Hegerings Schalksmühle-Hülscheid ist ein Ausstellungsbereich gewidmet. Das Museum soll Interessierten auch außerhalb der Jägerschaft einen Einblick in die heimische Wildtierfauna bieten und richtet sich insbesondere auch an Schulen und Kindergärten. Als Motiv und Hauptantriebsfeder nennt der Museumsbetreiber die zunehmende Entfremdung des Menschen von der Natur, der so begegnet werden soll.
Das Museum ist nicht barrierefrei zu erreichen.

## Bilder von Exponaten

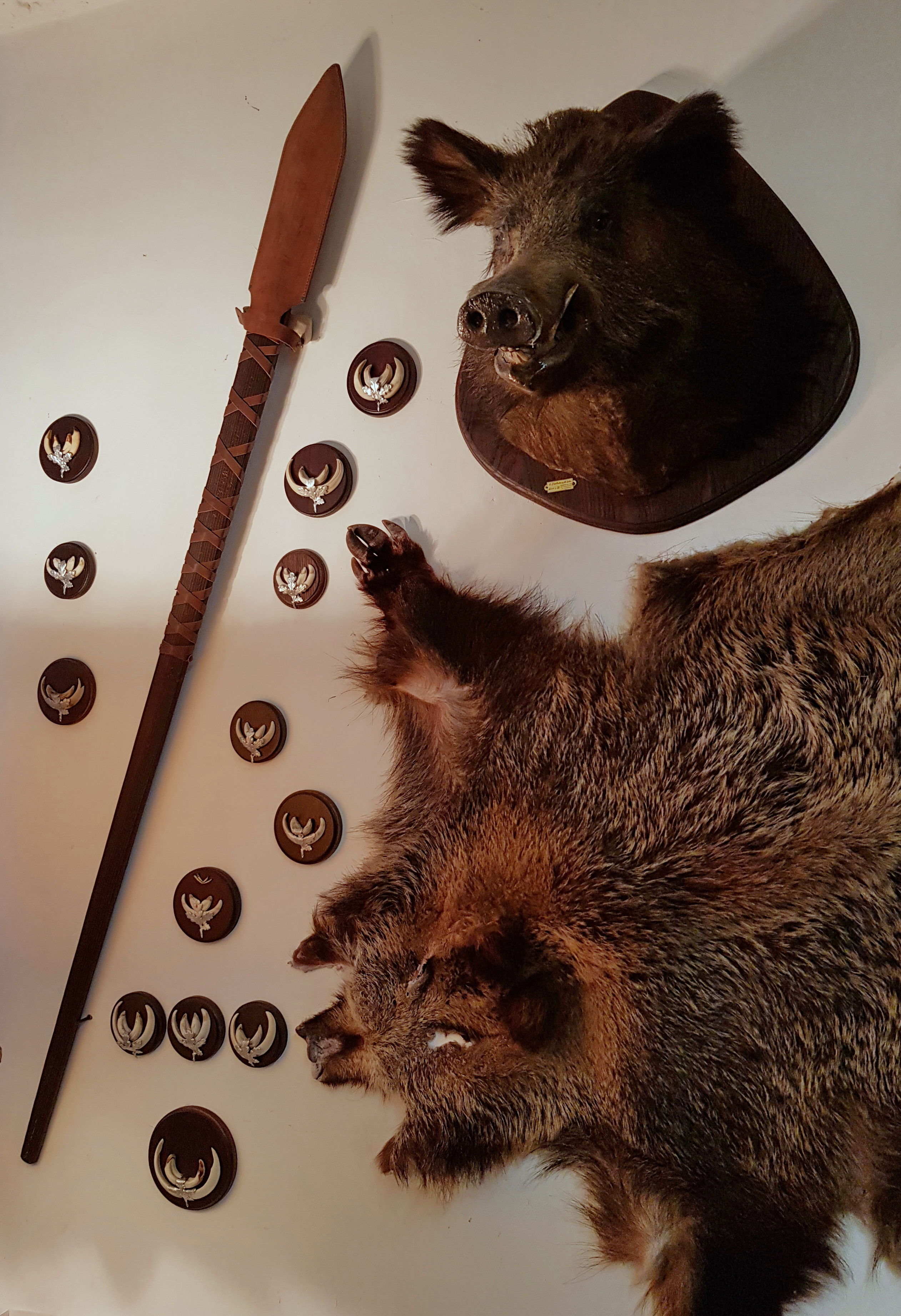
Saufeder und Schwarzwildexponate
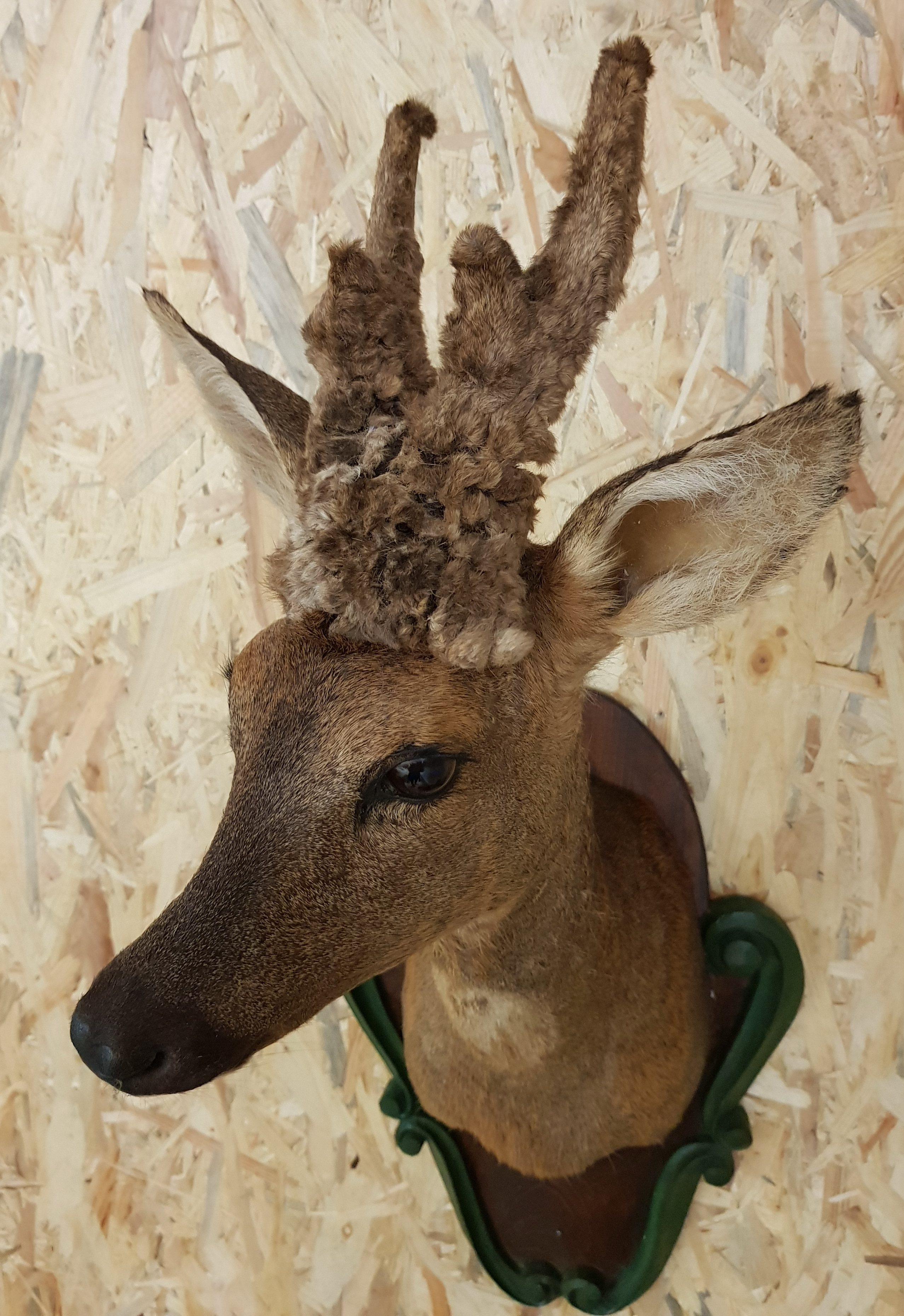
Perückenbock (Präparat)
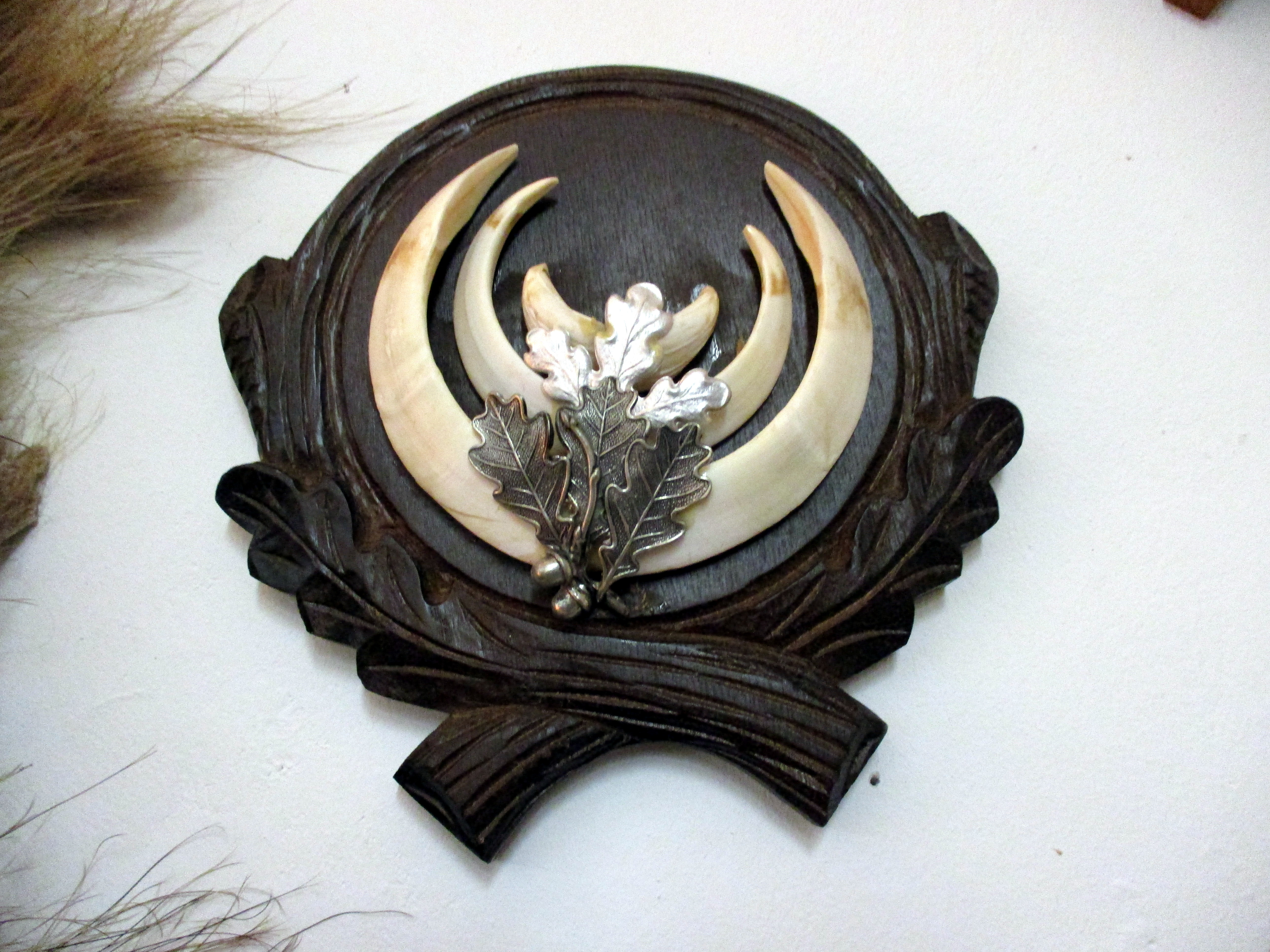
Gewaff eines Keilers
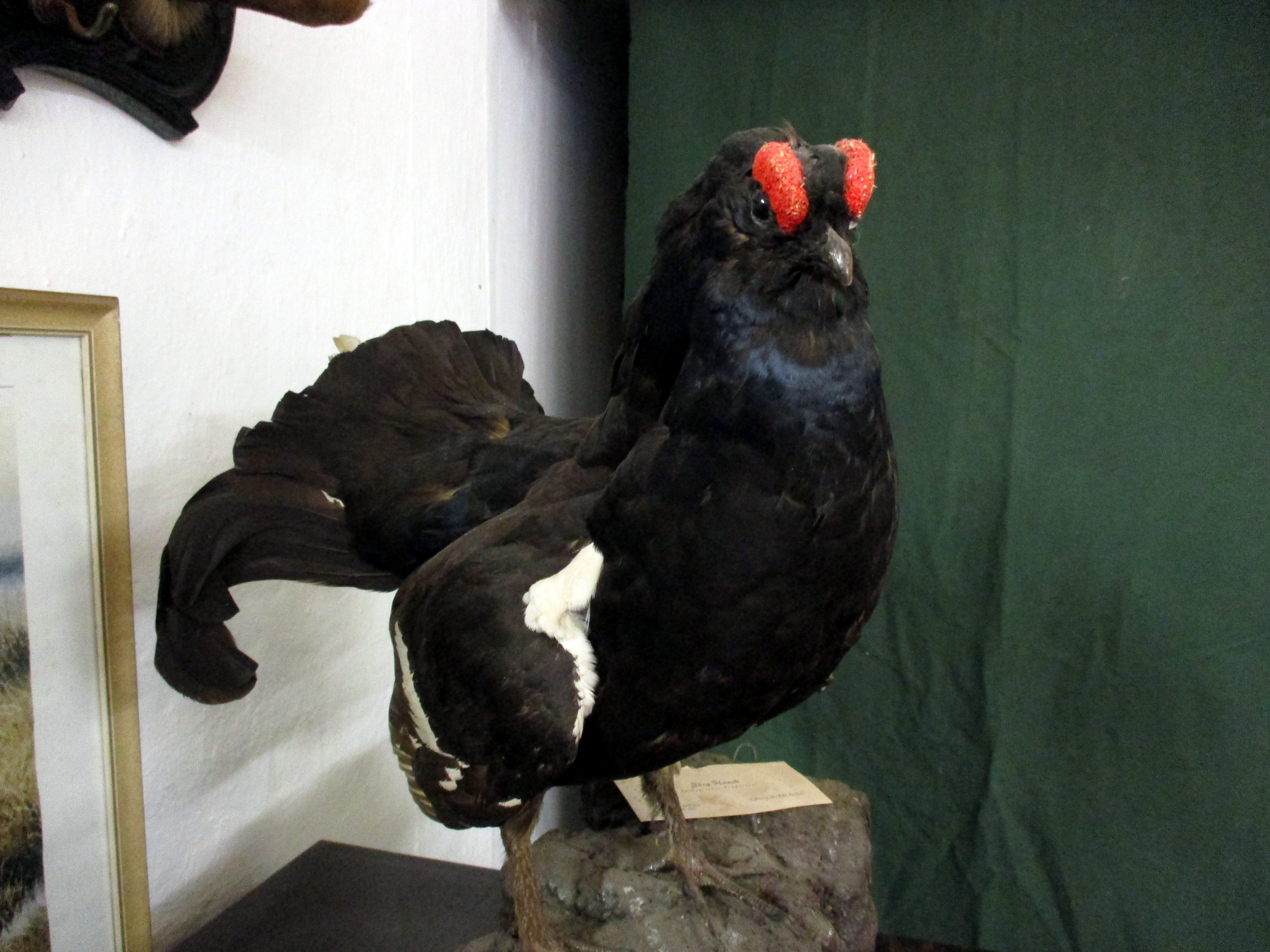
Birkwild  (Präparat)
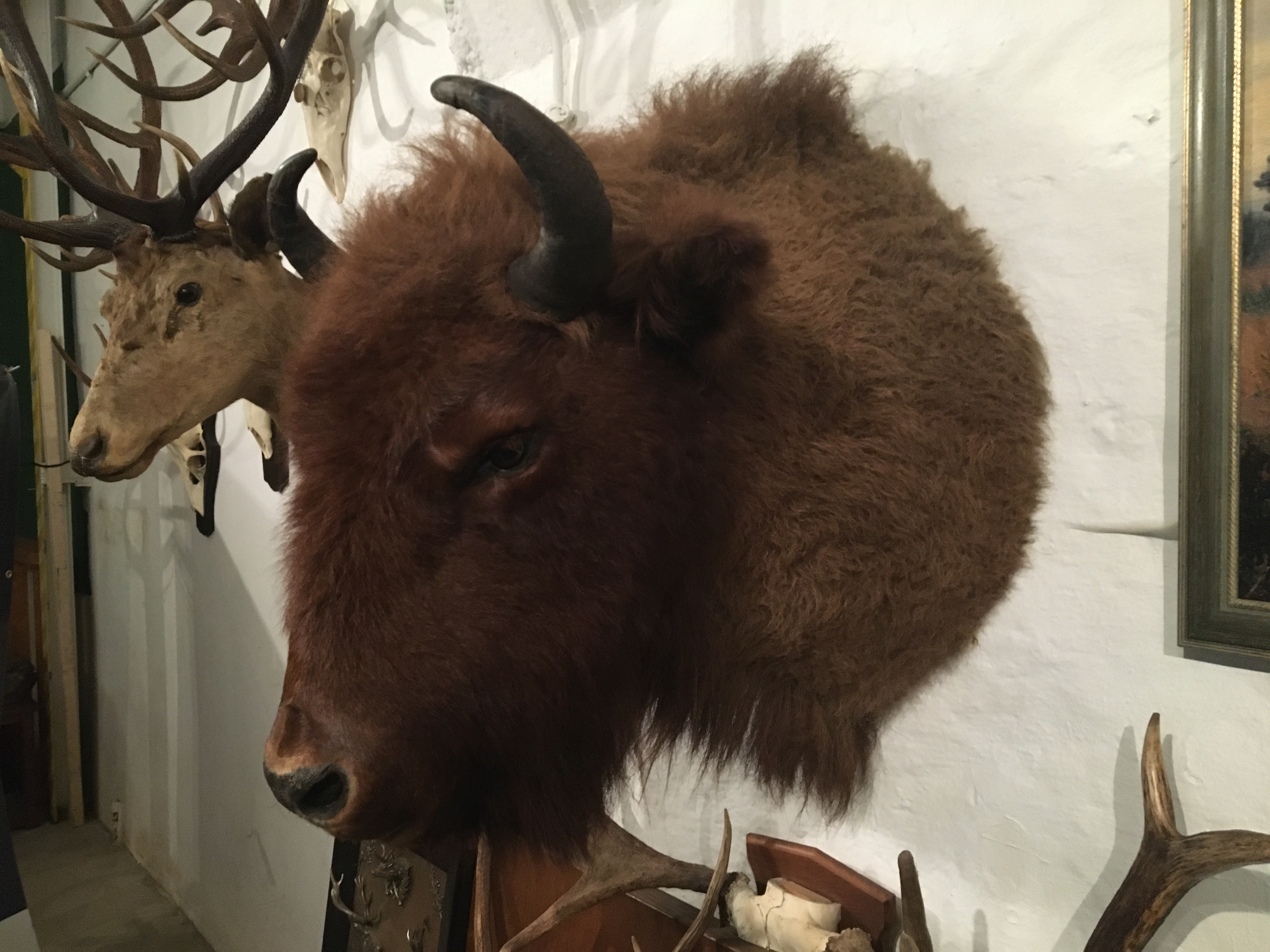
Wisentkopf  (Präparat)
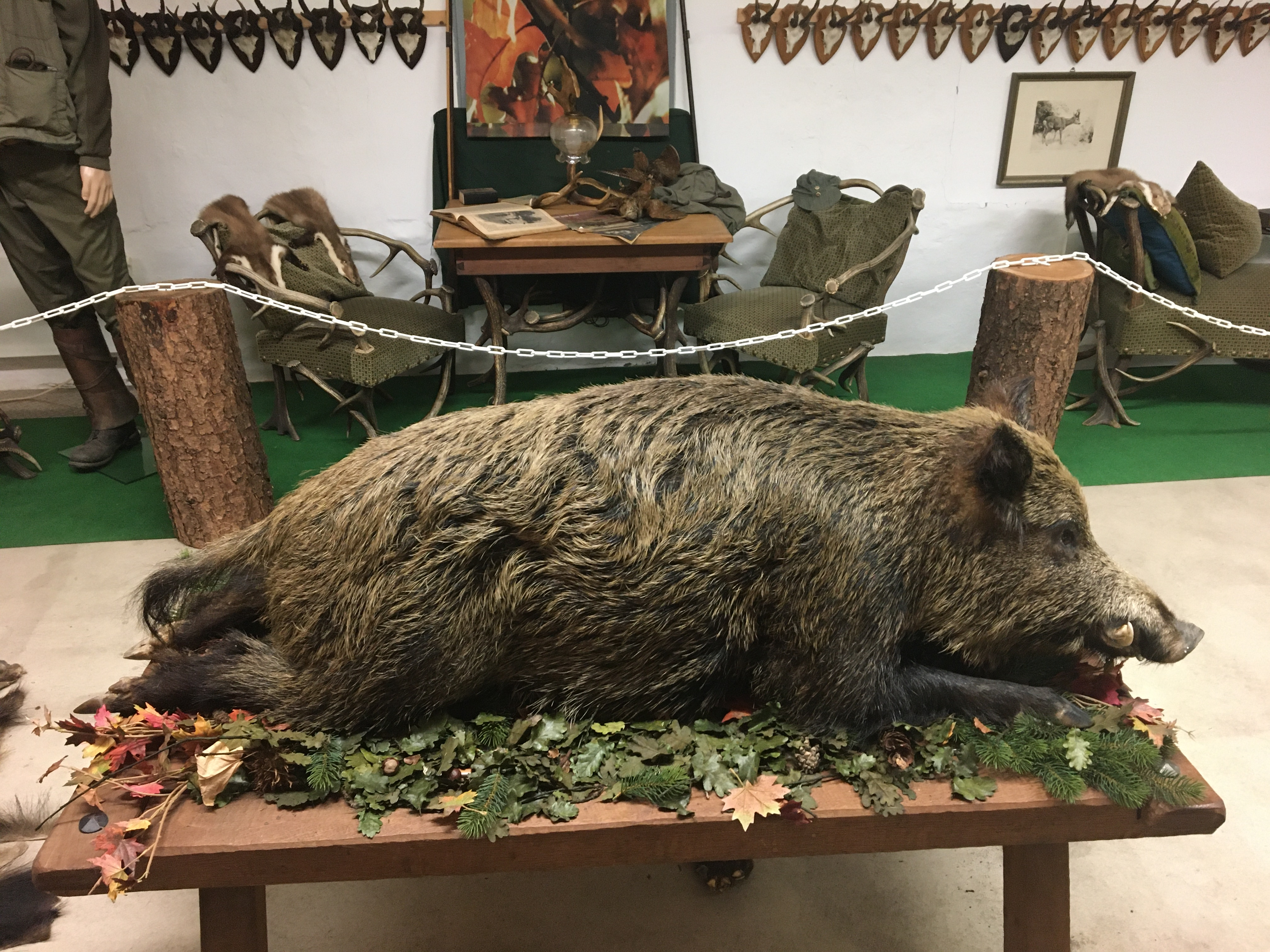
Wildschwein (Präparat)
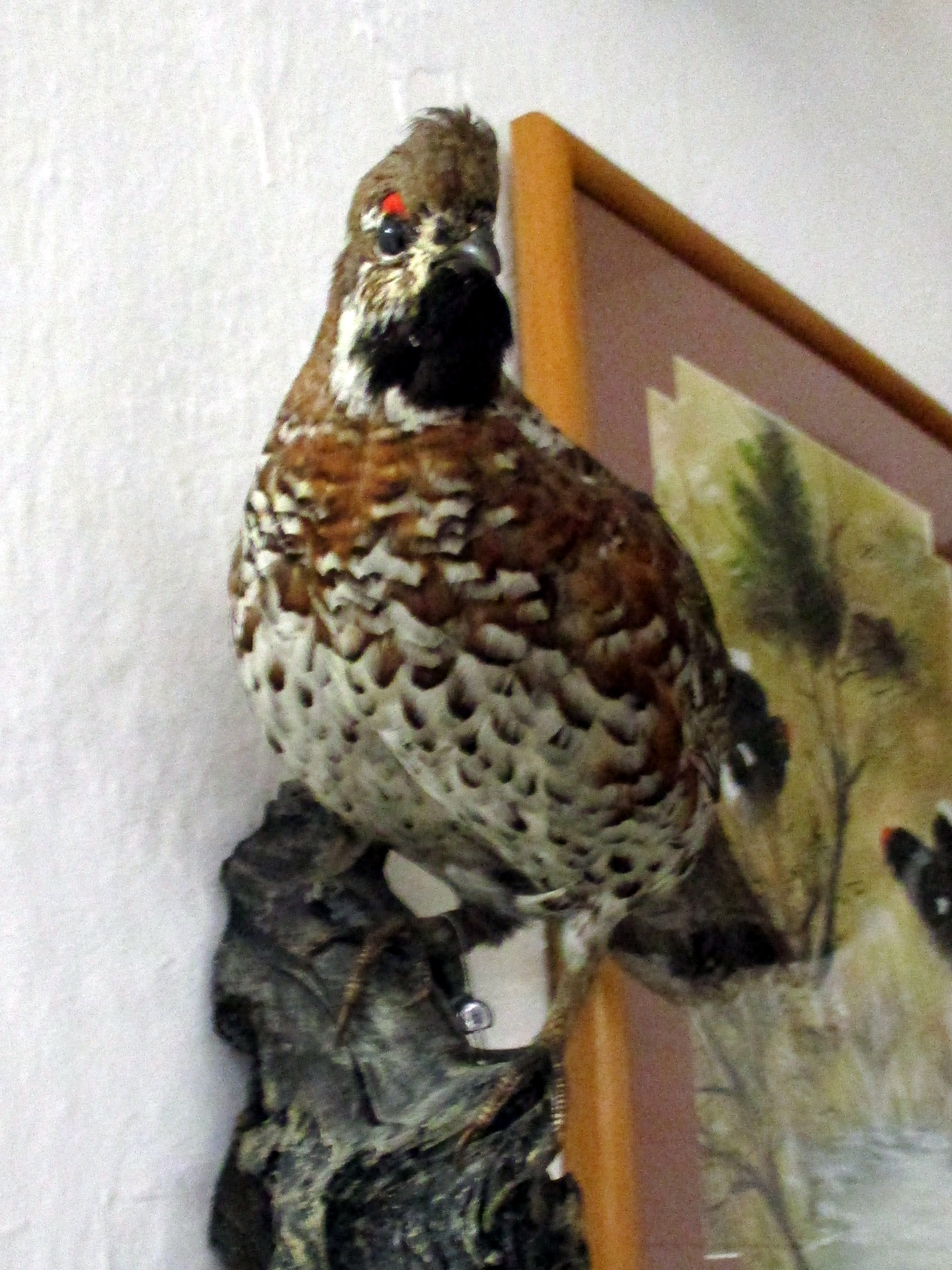
Haselwild (Präparat)
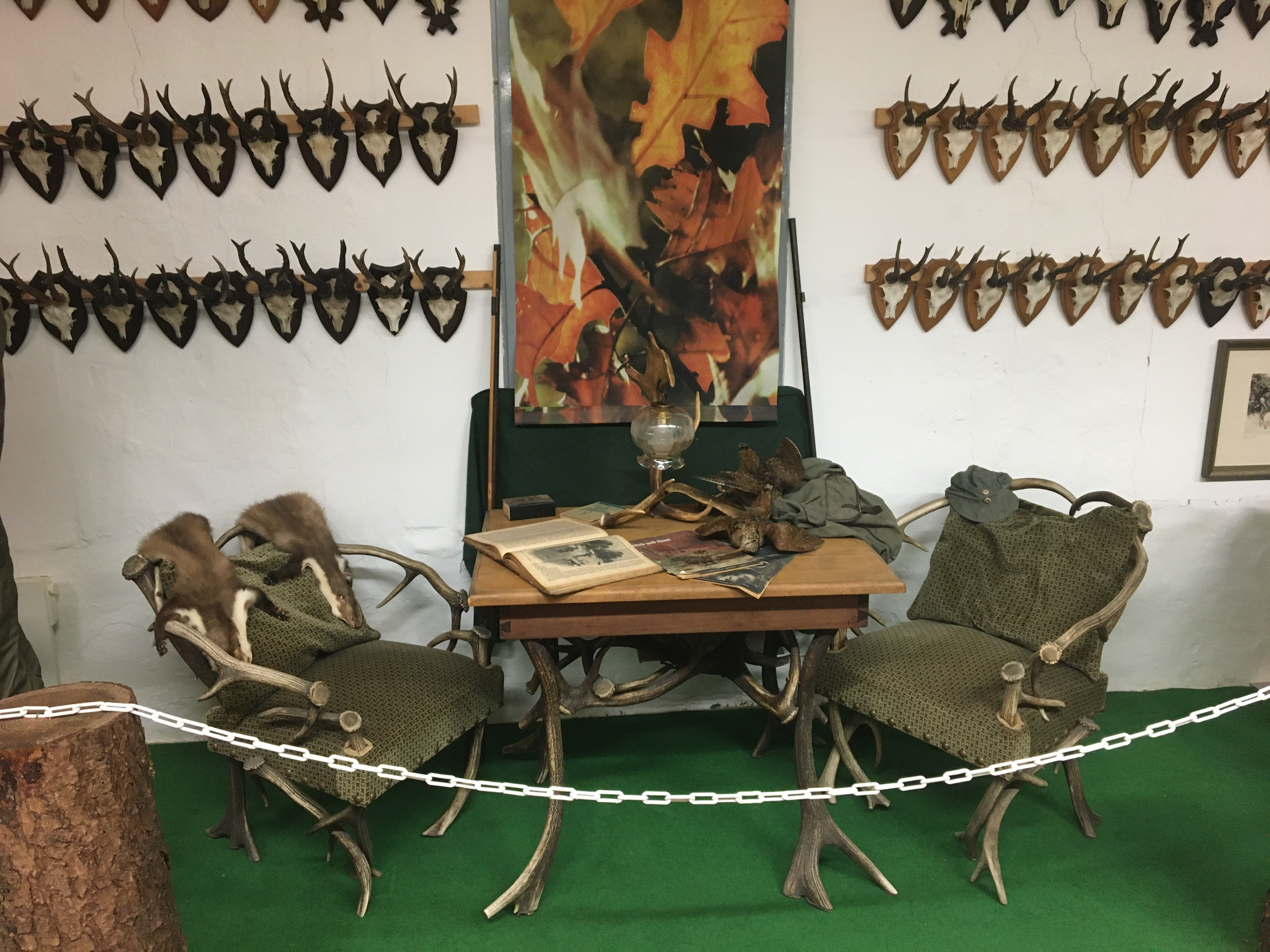
Jagdzimmer-Ensemble